# تالانت دویشبایف
تالانت دویشبایف (روسی: Талант Мушанбетович Дуйшебаев؛ زادهٔ ۲ ژوئن ۱۹۶۸) بازیکن هندبال اهل شوروی-اسپانیا بود.